# Mirela Vladulescu
Mirela Vladulescu-Booker (* 11. März 1977 in Rumänien) ist eine ehemalige deutsche Tennisspielerin.

## Werdegang
Vladulescu flüchtete Ende 1988 mit ihrer Familie von Rumänien in die Bundesrepublik Deutschland. Sie spielte für den TC BW Leimen und galt als Ausnahmetalent, dem mit zwölf Jahren zugeschrieben wurde, weiter als Steffi Graf in diesem Alter gewesen zu sein. Ion Țiriac nahm Vladulescu, die 1989 deutsche Jugendmeisterin in der Jüngstenklasse IV wurde, für fünf Jahre unter Vertrag. Im Juli 1991 wurde sie in Berlin bei der Europameisterschaft der 12- bis 14-Jährigen Zweite und gewann im selben Jahr in Italien den Europapokal der Juniorinnen. 1993 gewann sie in Mönchengladbach die Deutsche U18-Jugendmeisterschaft.
Vladulescu wurde von Boris Breskvar als Trainer betreut. Beim WTA-Turnier „M“ Elektronika Cup 1996 im kroatischen Bol erreichte sie 1996 das Hauptfeld und schied dort gegen Veronika Martinek aus. Von 1997 bis 2001 spielte sie in den Vereinigten Staaten Tennis für die Hochschulauswahl der University of Alabama at Birmingham. 1998 zog sie in der US-Hochschulmeisterschaft ins Viertelfinale ein und erhielt im selben Jahr als erste Tennisspielerin in der Geschichte der University of Alabama at Birmingham eine „All-America“-Auszeichnung. Sie erlangte einen Hochschulabschluss im Fach Körpererziehung und wurde in Birmingham (US-Staat Alabama) beruflich als Fitnesstrainerin tätig. 2017 wurde Vladulescu in die Sport-Ruhmeshalle der University of Alabama at Birmingham aufgenommen.